# Транспорт Кропивницького

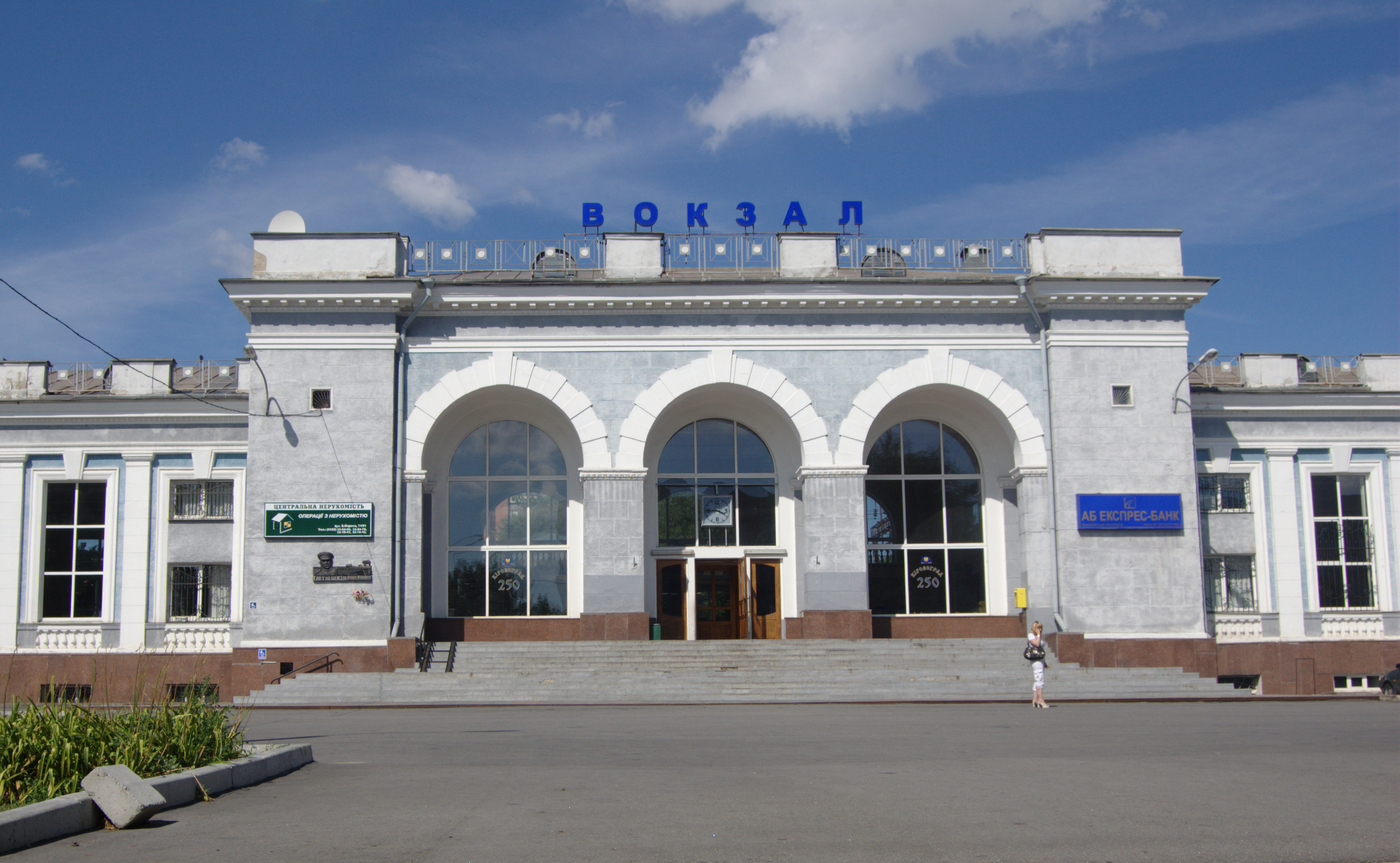
Кропивницький залізничний вокзал

Транспорт Кропивницького має розвинену транспортну інфраструктуру, яку складають автомобільні дороги, залізниця, водні шляхи сполучення та мости, серед яких особливу роль грають мости через річку Інгул.
У місті Кропивницький розвинені автомобільні перевезення та тролейбусна мережа.

## Автомобільні дороги та автомобільний транспорт

### Загальні відомості
Через Кропивницький проходять європейські маршрути:
- E50 Ужгород — Тернопіль — Кропивницький — Донецьк — Довжанський;
- E584 Слободзея — Галац — Кишинів — Кропивницький — Полтава.

Автошляхи міжнародного значення:
- М13 Кропивницький — Помічна — Первомайськ — Врадіївка — Агафіївка — Ананьїв — Окни — Платонове (далі — на Кишинів).
- М30 Стрий — Рогатин — Бережани — Тернопіль — Хмельницький — Вінниця — Умань — Кропивницький — Знам'янка — Луганськ — Ізварине (державний кордон з Росією).

Автошляхи національного значення:
- Н14 Олександрівка — Кропивницький — Бобринець — Миколаїв;
- Н23 Кропивницький — Кривий Ріг — Запоріжжя.

Автошляхи територіального значення:
- Т 1201 Кропивницький — Нове — Каніж — Новомиргород;
- Т 1205 Кропивницький — Нова Прага — Олександрійське — Олександрія;
- Т 1221 Кропивницький — Рівне.

### Автостанції
У місті розташовані дві автостанції, залізничний вокзал,  аеропорт (дві злітно-посадкові смуги, одна з яких є діючою), що відповідає 3-й категорії ІКАО, знаходиться державне підприємство авіакомпанія «Авіалінії України», 2 комерційні авіакомпанії «УРГА» і «Чайка», які працюють на міжнародних авіалініях. МААК «УРГА» є членом Європейської асоціації регіональних авіакомпаній (ERA).
Автобусні пасажирські перевезення в Кропивницькому здійснює автопідприємство  «Автобусний парк 13527», який належить ТОВ «Єлисаветградська транспортна компанія». Це ж напівдержавне підприємство поряд із декількома приватними операторами представлене і на ринку перевезень маршрутними таксі міста (загалом понад 20 маршрутів), що становить основу внутрішньоміського пасажиропотоку.

## Залізничний транспорт
Станція Кропивницький підпорядковується Знам'янській дирекції Одеської залізниці. Станція розташована в межах міста, на двоколійній електрифікованій ділянці Знам'янка — Помічна. Через станцію прямують вантажні та пасажирські поїзди далекого й приміського сполучення.
Попри те, що Кропивницький має статус обласного центру та є найбільшим містом області, у залізничному значенні Кропивницький відіграє другорядну роль та є менш важливою станцією, ніж розташовані в області станції Знам'янка, Знам'янка-Пасажирська, Помічна та Долинська, які є залізничними вузлами, тоді як Кропивницький як транзитна станція на прямій ділянці.

## Кропивницький трамвай

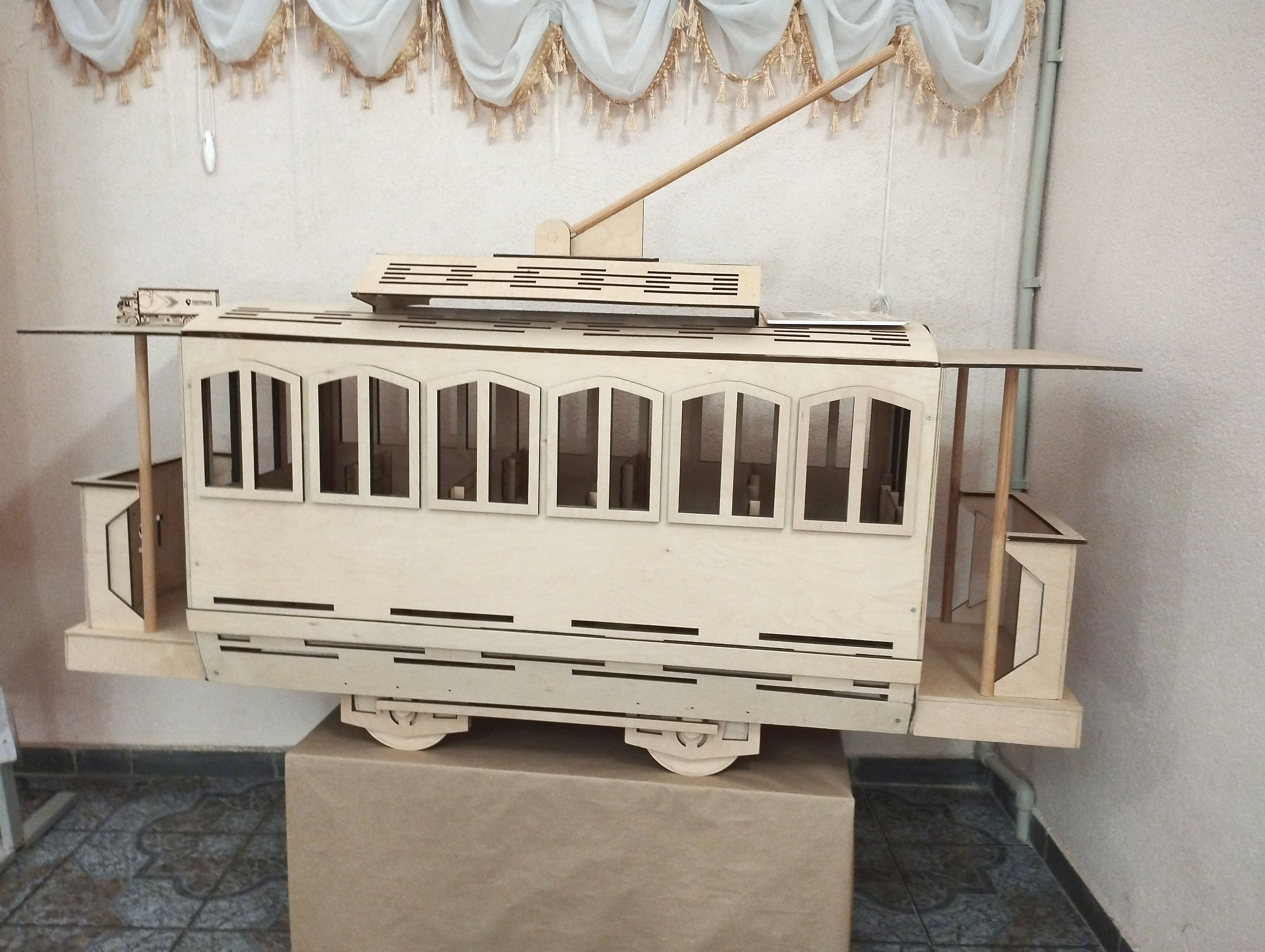
Макет кіровоградського трамваю у Музеї мистецтв, Кропивницький, 2025 р.

Трамвайний рух в місті (на той момент Єлисаветграді) було відкрито 26 липня 1897 року. Історично четверта міська трамвайна мережа Російської імперії після київського, нижньогородського та дніпровського трамваїв.
Трамвайна система зруйнована під час Другої світової війни. Трамвайне депо закрито у зв'язку з ліквідацією системи у 1945 році.

## Кропивницький тролейбус
Тролейбусний рух у Кропивницькому (на той момент Кіровограді) було відкрито 2 листопада 1967 року. Переживши кризовий стан на початку 2000-х та середині 2010-х років, галузь було реанімовано. Станом на 2023 рік в місті діє 10 тролейбусних маршрутів (№  1, 4, 5 ,7 ,7А ,8 ,9, 10 ,10А ,11). Тролейбусне перевезення здійснює КП «Електротранс». Рухомий склад: тролейбуси ЗіУ-682, ЮМЗ Т2, ЛАЗ Е183, Дніпро Т103.